# Флаг Промышленновского района
Флаг Промы́шленновского муниципального района Кемеровской области Российской Федерации.

## Описание
«Полотнище с соотношением сторон 2:3, делящееся по вертикали (условно, без видимой границы) на две неравные части: у древка в 2/3 полотнища и у свободного края в 1/3 полотнища. В первой части в синем, красном, жёлтом, чёрном и белом цветах воспроизведена композиция герба; вторая часть красная. Оборотная сторона зеркально воспроизводит лицевую».

## Обоснование символики
Чёрный камень служит указанием как на богатые залежи каменного угля, так и на плодородие земли. Скрещённые кирки и золотой ключ показывают на принадлежность территории к Кемеровской области и на роль железной дороги в жизни района соответственно. Образующие крест колосья — знак того, что район славится обилием и качеством зерна. Деление щита синим и красным цветами показывает на природные чистоту, богатство и красоту.